# Anderson Niangbo
Anderson Niangbo (Costa de Marfil, 6 de octubre de 1999) es un futbolista marfileño que juega como delantero en el Wolfsberger AC de la Bundesliga.

## Trayectoria
Niangbo comenzó su carrera en Olympic Sport d’Abobo. En enero de 2018 fue contratado por el Red Bull Salzburgo de Austria, donde firmaría un contrato con extensión hasta junio de 2022, pero donde inicialmente sería utilizado en el FC Liefering.
En marzo de 2018 debutó con el Liefering en la Segunda Liga de Fútbol de Austria cuando estaba en el once inicial ante el SV Ried en la jornada 22 de la temporada 2017/18 y fue sustituido por Aldin Aganovic en el tiempo de descuento. El 6 de julio de 2019 fue cedido a Wolfsberger AC. Después de 17 apariciones con el equipo en la Bundesliga austriaca, en las que marcó siete goles, se le ordenó regresar a Salzburgo en enero de 2020 e inicialmente ascendió al equipo profesional del Red Bull Salzburgo.
Aproximadamente una semana después de su regreso, fue fichado por el K. A. A. Gante de Bélgica, donde recibió un contrato que se extendía hasta junio de 2024. En agosto de 2021 regresó a Austria para jugar a préstamo en el S. K. Sturm Graz.

## Clubes
| Club                      | País       | Año       |
| ------------------------- | ---------- | --------- |
| F. C. Liefering           | Austria    | 2018-2020 |
| Wolfsberger AC (cesión)   | Austria    | 2019-2020 |
| Red Bull Salzburgo        | Austria    | 2020      |
| K. A. A. Gante            | Bélgica    | 2020-2024 |
| S. K. Sturm Graz (cesión) | Austria    | 2021-2022 |
| F. C. Aktobe (cedido)     | Kazajistán | 2023      |
| Konyaspor                 | Turquía    | 2024      |
| Wolfsberger AC            | Austria    | 2025-     |